# 禾根·科維爾
禾根·科維爾(Vaughn Patrick Covil，2003年7月26日—）是美國的職業足球運動員，司職翼鋒/前鋒，現效力於英格蘭足球乙級聯賽球會格林森林流浪。